# Энергетика Эстонии
Энергетика Эстонии включает в себя производство, распределение электроэнергии в Эстонии и её импорт, а также политику управления производством электроэнергии. 
Энергетическая компания Eesti Energia владеет Нарвскими электростанциями — крупнейшими в Европе, работающими на сланцевом газе. 
Более 90 % энергии Эстонии вырабатывалось (2007 год) Нарвскими электростанциями.
В  Эстонскую ССР были протянуты две магистрали БРЭЛЛ (из Кингисеппа и Пскова). 

В 2017 году Эстония отказалась от импорта российской электроэнергии, поставляемой с Ленинградской АЭС (там на тот момент в эксплуатации находились реакторы типа РБМК-1000, не способные выполнять маневр мощностью, что привело к перепроизводству электроэнергии, что особенно явно наблюдалось в зимние периоды, однако, российская сторона довольно быстро решила проблему, перенаправив поставки в Москву и Московскую область); при этом, отказавшись от закупок, страна физическую инфраструктуру, то есть ЛЭП энергомоста со стороны Пскова, большей частью сохранила.
По данным на 2020 год электроэнергия для бытовых потребителей в Эстонии была одной из самых дешёвых в Европе (среди стран ЕС), цены ниже чем в Эстонии (0,1291 евро за кВтч) были только в Венгрии (0,1009 евро за кВтч) и Болгарии (0,0982 евро за кВтч).
В 2019 году доля возобновляемой электроэнергии в общем потреблении электроэнергии составила 21 %. Согласно ранее поставленной цели правительства Эстонии, возобновляемая электроэнергия в Эстонии должна была покрыть не менее 17,6 % потребления в 2020 году, а цель на 2030 год - покрыть не менее 30 % потребления электроэнергии. 
В третьем квартале 2020 года электроэнергия, произведенная из возобновляемых источников, составила 37 % от всей выработанной электроэнергии в Эстонии и покрыла более 25 % потребления.
Имеется законопроект Министерства экономики Эстонии о том, автомобили с 2020 года должны будут заправляться топливом, содержащим 10 % биодобавок; при этом проблематично распространение этого требования на военные машины (Силы обороны и Кайтселийт).

## Гидроэнергетика
В 2022 году мощность гидроэнергетики составляла 10 МВт.

## Возобновляемая энергия
| Возобновляемая энергия Эстонии и Евросоюза, МВт | Возобновляемая энергия Эстонии и Евросоюза, МВт | Возобновляемая энергия Эстонии и Евросоюза, МВт | Возобновляемая энергия Эстонии и Евросоюза, МВт | Возобновляемая энергия Эстонии и Евросоюза, МВт | Возобновляемая энергия Эстонии и Евросоюза, МВт | Возобновляемая энергия Эстонии и Евросоюза, МВт | Возобновляемая энергия Эстонии и Евросоюза, МВт | Возобновляемая энергия Эстонии и Евросоюза, МВт | Возобновляемая энергия Эстонии и Евросоюза, МВт | Возобновляемая энергия Эстонии и Евросоюза, МВт | Возобновляемая энергия Эстонии и Евросоюза, МВт | Возобновляемая энергия Эстонии и Евросоюза, МВт | Возобновляемая энергия Эстонии и Евросоюза, МВт | Возобновляемая энергия Эстонии и Евросоюза, МВт | Возобновляемая энергия Эстонии и Евросоюза, МВт | Возобновляемая энергия Эстонии и Евросоюза, МВт | Возобновляемая энергия Эстонии и Евросоюза, МВт |
| Номер                                           | Страна                                          | 2022                                            | 2013                                            | 2011                                            | 2010                                            | 2009                                            | 2008                                            | 2007                                            | 2006                                            | 2005                                            | 2004                                            | 2003                                            | 2002                                            | 2001                                            | 2000                                            | 1999                                            | 1998                                            |
| ----------------------------------------------- | ----------------------------------------------- | ----------------------------------------------- | ----------------------------------------------- | ----------------------------------------------- | ----------------------------------------------- | ----------------------------------------------- | ----------------------------------------------- | ----------------------------------------------- | ----------------------------------------------- | ----------------------------------------------- | ----------------------------------------------- | ----------------------------------------------- | ----------------------------------------------- | ----------------------------------------------- | ----------------------------------------------- | ----------------------------------------------- | ----------------------------------------------- |
| -                                               | Евросоюз (27 стран)                             | 569,689                                         | 337,579                                         | 93,957                                          | 84,074                                          | 74,767                                          | 64,712                                          | 56,517                                          | 48,069                                          | 40,511                                          | 34,383                                          | 28,599                                          | 23,159                                          | 17,315                                          | 12,887                                          | 9,678                                           | 6,453                                           |
| 19                                              | Эстония                                         | 1,178                                           | 519                                             | 184                                             | 149                                             | 142                                             | 78                                              | 59                                              | 32                                              | 32                                              | 6                                               | 2                                               | 2                                               | 0                                               | 0                                               | 0                                               | 0                                               |

В 2022 году мощность возобновляемой энергетики составляла 1178 МВт.

### Биогаз
В 2022 году мощность биогаза составила 11 МВт.

### Биоэнергетика
В 2022 году мощность биоэнергетики составляла 318 МВт.

### Ветроэнергетика
На 2021 год общая мощность ВЭС в Эстонии составляла 320 МВт.

### Солнечная энергетика
На 2022 год общая мощность СЭС в Эстонии составляла 535 МВт.

## Статистика выработки
| Энергия в Эстонии | Энергия в Эстонии | Энергия в Эстонии | Энергия в Эстонии | Энергия в Эстонии | Энергия в Эстонии | Энергия в Эстонии |
| | Соотношение       | Первичная энергия | Производство      | Импорт            | Электричество     | Выбросы CO²       |
| | На 1 млн. чел.    | ТВт*ч             | ТВт*ч             | ТВт*ч             | ТВт*ч             | Мт                |
| --- | ----------------- | ----------------- | ----------------- | ----------------- | ----------------- | ----------------- |
| 2004 | 1.35              | 60.1              | 41.3              | 19.5              | 7.4               | 16.6              |
| 2007 | 1.34              | 65.5              | 51.2              | 17.9              | 8.4               | 18.1              |
| 2008 | 1.34              | 62.8              | 49.1              | 17.1              | 8.5               | 17.6              |
| 2009 | 1.34              | 55.2              | 48.4              | 14.0              | 8.0               | 14.7              |
| 2012 | 1.34              | 65,1              | 58,6              | 9,1               | 8.4               | 19.3              |
| 2012R | 1.34              | 64.2              | 59.2              | 13.5              | 8.9               | 16.4              |
| 2013 | 1.32              | 70.8              | 65.7              | 10.5              | 8.8               | 18.9              |
| Изменения за 2004-2009 годы | -0.7 %            | -8.1 %            | 17.2 %            | -28.6 %           | 7.8 %             | -11.6 %           |
| Одна мегатонна примерно эквивалентна 11,63 тераватт в час. В первичную энергию входят и потери Расчёт выбросов в 2012 году повторно произведён по другим критериям |                   |                   |                   |                   |                   |                   |

## Факты
На 1,3 млн населения Эстонии приходится сеть 165 зарядных пунктов (на февраль 2013) для электромобилей
Глобальное потепление: 
огромное количество углекислого газа выбрасывается в атмосферу с территории Эстонии с мест добычи сланцевого газа, что усиливает парниковый эффект (и в итоге — глобальное потепление). 